# Trojane (FFH-Gebiet)

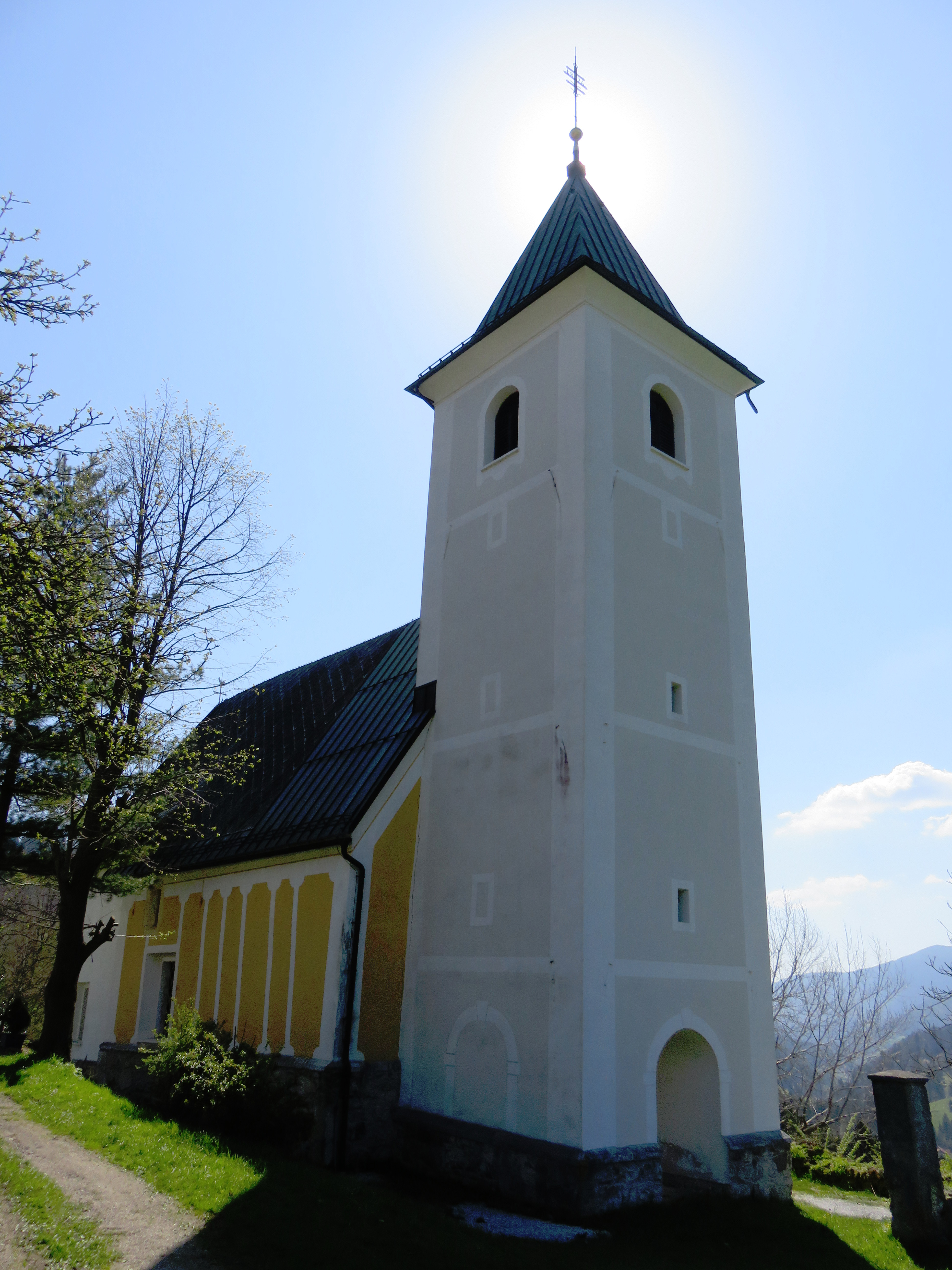
Die Kirche St. Hermagoras und Fortunatus in V Zideh ist ein Fledermausquartier

Das Fauna-Flora-Habitat-Gebiet Trojane liegt auf dem Gebiet der Gemeinde Lukovica in Slowenien und ist Teil des europäischen Schutzgebietsnetzes Natura 2000. Das knapp 76 Hektar große Schutzgebiet umfasst das überwiegend bewaldete Tal der oberen Orehovica südlich der Ortschaft Trojane im nördlichen Posavje. Neben den Wäldern und Gewässern ist auch die Kirche St. Hermagoras und Fortunatus in V Zideh ein bedeutender Lebensraum. Hier befindet sich eine Wochenstube der Kleinen Hufeisennase.
Das Gebiet wurde im Jahr 2013 als FFH-Gebiet vorgeschlagen. 2015 erfolgte die Bestätigung als Gebiet gemeinschaftlicher Bedeutung (SCI) und kurz darauf die Ausweisung als Besonderes Erhaltungsgebiet (SAC).

## Schutzzweck

### Arteninventar
Folgende Arten von gemeinschaftlichem Interesse sind für das Gebiet gemeldet. Prioritäre Arten sind mit * gekennzeichnet:
| Bild            | EU Code | * | Art                 | wissenschaftlicher Name     | Artengruppe |
| --------------- | ------- | - | ------------------- | --------------------------- | ----------- |
| Steinkrebs      | 1093    | * | Steinkrebs          | Austropotamobius torrentium | Krebse      |
|                 | 1303    |   | Kleine Hufeisennase | Rhinolophus hipposideros    | Säugetiere  |
| Grubenlaufkäfer | 4014    |   | Grubenlaufkäfer     | Carabus variolosus          | Käfer       |